# Episodi di Il commissario Köster (trentunesima stagione)
La trentunesima stagione della serie televisiva Il commissario Köster è stata trasmessa in prima visione negli Germania da ZDF dal 2 marzo 2007.
| n. | Titolo originale      | Titolo italiano        | Prima TV Germania | Prima TV Italia |
| -- | --------------------- | ---------------------- | ----------------- | --------------- |
| 1  | Mord ist keine Lösung | Il delitto non consola | 2 marzo 2007      |                 |
| 2  | Tag der Rache         | La signora dei gigli   | 9 marzo 2007      |                 |
| 3  | Stumme Zeugin         | La testimone muta      | 16 marzo 2007     |                 |
| 4  | Heimkehr in den Tod   | Incontro con la morte  | 23 marzo 2007     |                 |
| 5  | Sein letzter Wille    | Messaggio postumo      | 6 aprile 2007     |                 |
| 6  | Wenn Liebe zuschlägt  | La casa delle donne    | 27 aprile 2007    |                 |
| 7  | Der Lockvogel         | Una strana ragazza     | 16 novembre 2007  |                 |
| 8  | Jakob                 | Arrivederci Kress      | 21 dicembre 2007  |                 |